# Geodia composita
Geodia composita är en svampdjursart som beskrevs av Bösraug 1913. Geodia composita ingår i släktet Geodia och familjen Geodiidae.
Artens utbredningsområde är havet utanför Moçambique. Inga underarter finns listade i Catalogue of Life.